# Gautier Battistella
Pour les articles homonymes, voir Battistella.
Gautier Battistella, né le 17 novembre 1976 à Toulouse, est un écrivain français, résidant actuellement dans la région parisienne. 
Gautier Battistella est diplômé de Sciences Po et du Centre universitaire d'enseignement du journalisme à Strasbourg. Il a consacré sa maîtrise d’histoire à l’imagerie symbolique de Mai 68, puis un DEA d’histoire contemporaine à la figure mythologique du général de Gaulle à travers le dessin de presse (Jean-Noël Jeanneney s.d) à Science Po Paris.
À la fin de ses études, il part pour Pékin, où il passe deux années, travaillant pour l’agence de presse Chine Nouvelle. S'ensuit un long périple asiatique entre le Viêt Nam, le Cambodge et la Birmanie, où il passe six mois. De retour en France, après plusieurs collaborations avec Reporters sans frontières, il signe son premier guide de voyage sur l’Italie du Sud. Il pose sa plume et ses couverts à Paris pour intégrer Le Guide Michelin. Quinze ans après sa formation à Sciences Po, il traverse la rue des Saints-Pères pour entrer chez Grasset. Son premier roman, Un jeune homme prometteur, paraît à la rentrée littéraire de 2014. Son second roman Ce que l’homme a cru voir en 2018. Son troisième roman Chef suit, quatre ans plus tard. 
Gautier Battistella est également journaliste et scénariste de bandes dessinées.  

## Œuvres
- Un jeune homme prometteur (2014) - Grasset, Prix littéraire Québec-France Marie-Claire-Blais Prix littéraire Jean-Claude Brialy, Grand Prix de la ville de Limoges Disponible au Livre de poche
- Ce que l’homme a cru voir (2018) - Grasset Disponible au Livre de poche
- Chef (2022), Grasset – Prix du Livre de Plage ; Prix Cazes ; Prix Jean Carmet ; Prix des Ecrivains gastronomes. Chef est sorti au Brésil le 1er juin 2023 et au Japon. Disponible au Livre de poche.